# Ærøskøbing
Ærøskøbing est une ville du Danemark située sur dans la division administrative (commune) d'Ærø, sur l'île du même nom.

## Historique
Le tracé des rues d'Ærøskøbing remonte à 1250. Cependant, on ne sait pas quand la ville en tant que telle a vu le jour. Il n'est pas mentionné par son nom jusqu'au XVe siècle, mais on parle d'une ville de Wysbye dans les temps anciens. Bien que cela ne puisse pas être identifié avec certitude comme Ærøskøbing, aucun autre endroit qu'Ærøskøbing n'a été trouvé où cette ville aurait pu être située.
Le village portuaire pittoresque est devenu un pôle d'attraction touristique. Aujourd'hui, le tourisme est aussi la principale source de revenus de la petite ville, dont la population ne cesse de baisser. Des îles comme Ærø sont particulièrement touchées par l'exode rural, déjà très prononcé au Danemark.

## Personnalités liées à Ærøskøbing
- Anders Arrebo,  poète et évêque luthérien danois (1587–1637)